# 1. Deutsches Bratwurstmuseum

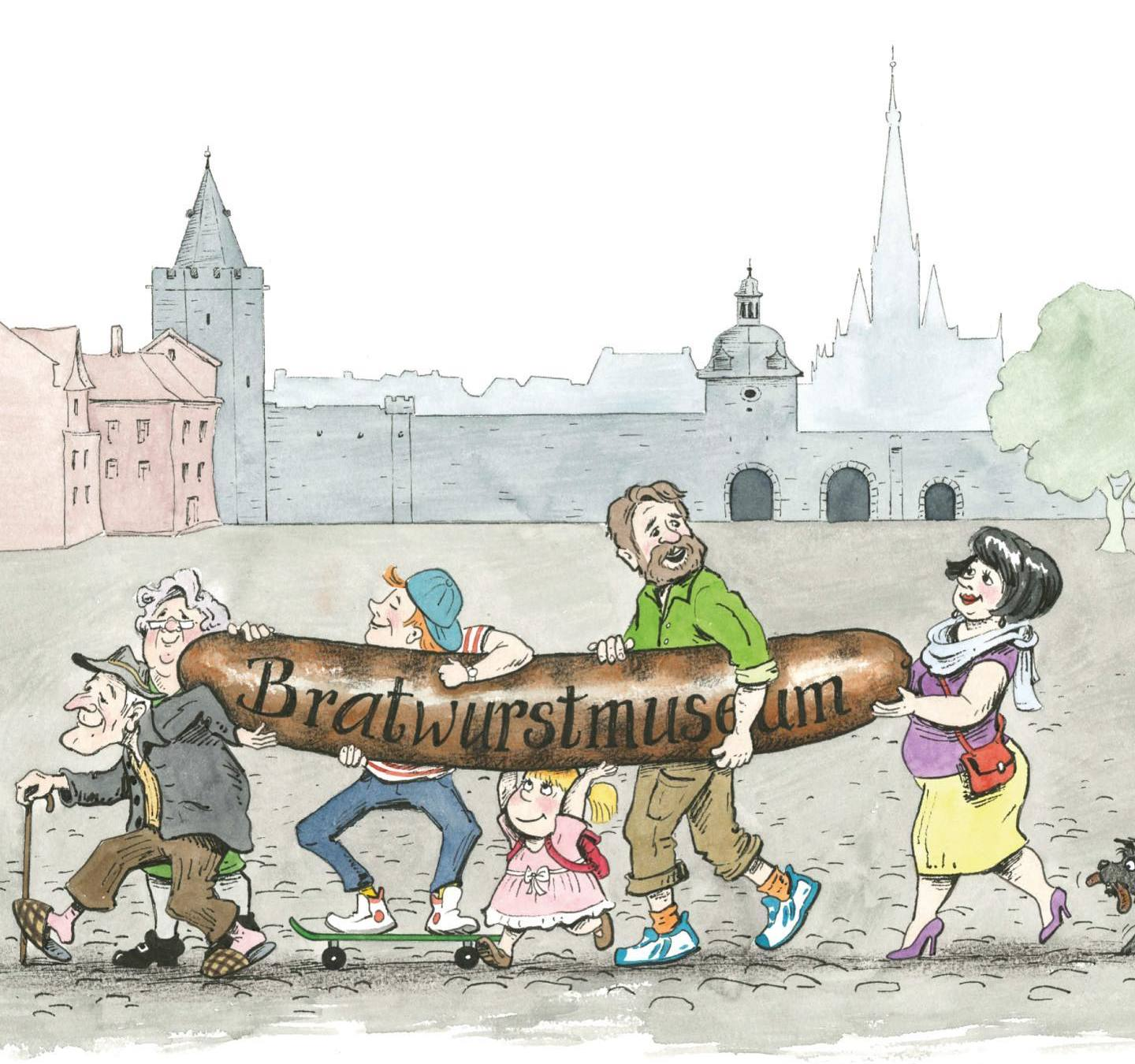
Immagine della partenza per Mühlhausen/Thüringen (Turingia)

Il 1. Deutsches Bratwurstmuseum ("primo museo tedesco del bratwurst") è stato aperto nel maggio 2006 vicino ad Arnstadt e in seguito è stato spostato nel 2020 a Mühlhausen/Thüringen. 

## Storia

### Gli inizi a Holzhausen

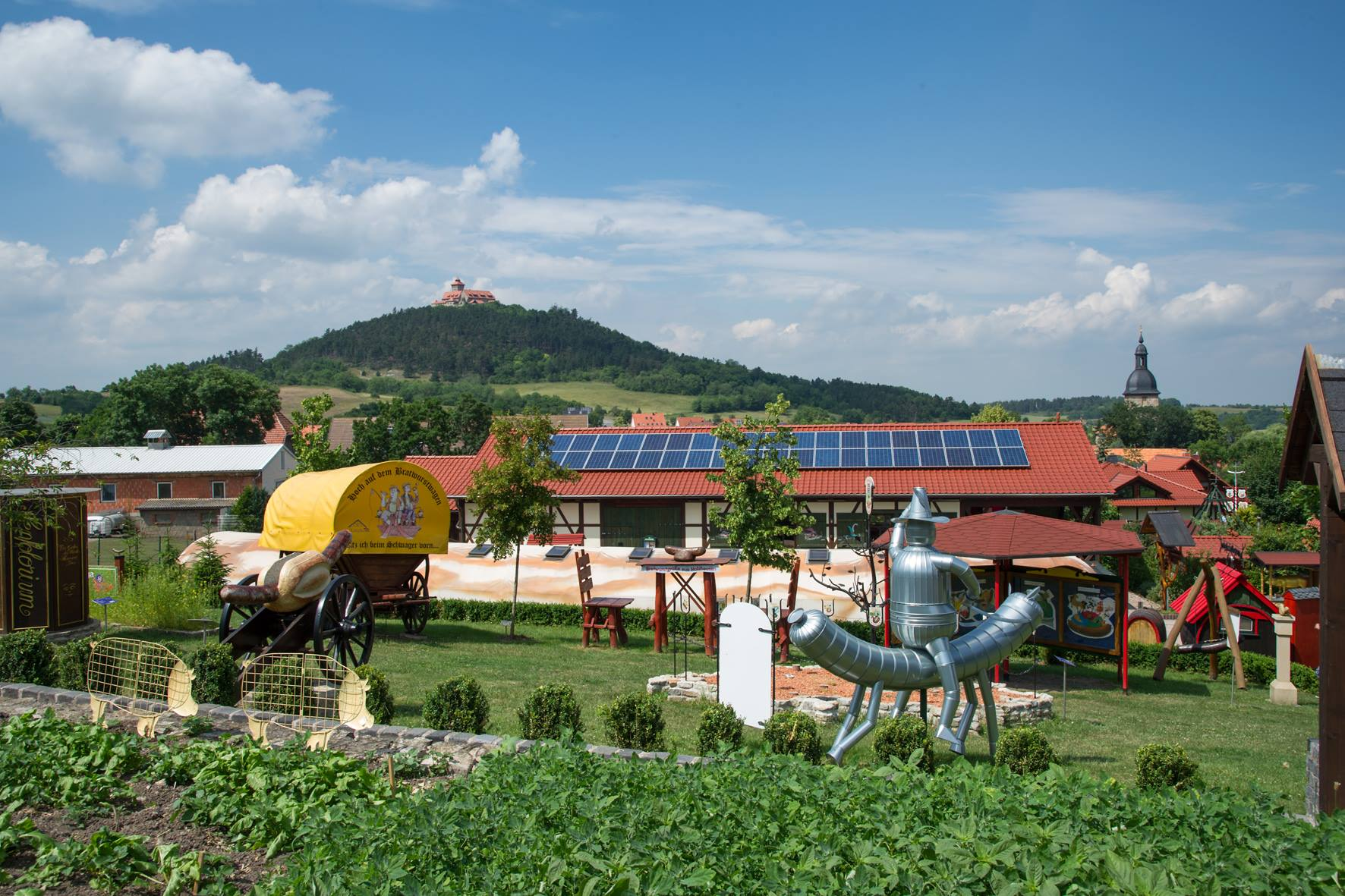
Area del sito di Holzhausen, ai piedi del castello in cima alla collina di Wachsenburg

Il primo museo tedesco del Bratwurst è stato aperto il 28 maggio 2006 a Holzhausen, una frazione del comune di Amt Wachsenburg nel circondario dell'Ilm, a 6 km da Arnstadt. Dalla sua fondazione, l'associazione Freunde der Thüringer Bratwurst e.V. sono stati l'ente responsabile ideativo. Il museo fornisce informazioni sulle razze di maiali, sulla lavorazione della carne e delle salsicce, sulle ricette e sulle attrezzature per la macellazione e la produzione del Bratwurst di Turingia . La prima menzione documentata del Bratwurst risale al 20 gennaio 1404 in un resoconto di Johann von Siebelen, prevosto dell'ex monastero di Walburga ad Arnstadt, che fu sciolto durante la Riforma. Questo documento afferma che è stato speso "1 gr vor darme czu brotwurstin" (1 grosso).
Nel gennaio 2008 la mostra è stata ampliata per includere la replica di una cucina monastica e di una prepositura che somigliassero il più possibile a quelle della città di Arnstadt del 1404. Inoltre, è stato riprodotto in miniatura il modello della fiera della Turingia, un'attrazione dell'Esposizione internazionale di Bruxelles del 1910. Per l'occasione è stata riprodotta un'autentica fiera della Turingia con piazze dove fare festa, case a graticcio e il Bratwurstesser (mangiatore di Bratwurst) come figura simbolica caratteristica. Il progetto originale dello scultore Reinhard Möller con figure a grandezza naturale si trova ora nel Museo tedesco del giocattolo a Sonneberg.
Nel novembre 2008 il museo ha ricevuto dal Ministero dell'Economia, della Tecnologia e del Lavoro il Premio di Marketing per il Turismo della Turingia nel 2008, del valore di 8000 euro.
Dalla sua apertura, ormai 15 anni fa, il museo ha attirato più di 800.000 visitatori nella piccola città ai piedi del castello di Wachsenburg grazie a mostre ed esposizioni. A causa dell'elevato numero di visitatori (50.000 visitatori all'anno), l'infrastruttura della sede del museo ha raggiunto i suoi limiti. Il museo era quindi alla ricerca di una nuova sede. il 1° di aprile 2020 il museo di Holzhausen è stato chiuso.

### Trasferimento a Mühlhausen/Thüringen
In origine si prevedeva che la zona dell'ex campo di concentramento KZ Martha II, un sottocampo del campo di concentramento di Buchenwald, potesse essere la nuova posizione del museo. In seguito a proteste provenienti da più fronti, tra cui quella di Josef Schuster, presidente del Consiglio centrale degli ebrei in Germania, i piani sono stati abbandonati. L'investitore privato, così come la città di Mühlhausen, hanno dichiarato di non essere stati a conoscenza della storia della zona, o meglio, di non aver effettuato previe valutazioni al riguardo. Un'area di 3,8 ettari situata a Mühlläuser Stadtwald, a sud-ovest della città, è stata scelta come nuova ubicazione. La nuova ubicazione sarà quattro volte più grande di quella precedente. Il 20 gennaio 2020 è stata posata la prima pietra della nuova costruzione.
La riapertura del museo era stata programmata per il maggio 2020 presso la nuova ubicazione. I ritardi nel processo di costruzione dovuti al sottosuolo umido e alla pandemia di Covid-19 hanno reso necessaria una soluzione provvisoria. Per un breve periodo è stato allestito il "Museo del Bratwurst itinerante" presso l'Hotel Mühlhäuser Hof, situato nel centro della città. A un'area edificabile complessa si aggiunge un finanziamento incerto.
Il parco divertimenti e il museo hanno riaperto il 16 agosto 2023 all'indirizzo Bratwurstallee 1 (Am Stadtwald 60).

## Visibilità sui mezzi di comunicazione
Il museo è un’attrazione turistica regionale che però assume sempre più una dimensione transregionale. Alla luce di ciò, nel settembre del 2006 l’emittente radiotelevisiva tedesca ARD ha inserito il museo nella lista Deutschlands skurrilste Museen (musei più bizzarri della Germania). Il 29 giugno del 2007 il canale MDR ha girato sul posto per il programma Die Mitteldeutsche Museumsnacht (la notte al museo centro tedesco) che è stato trasmesso dal programma regionale di Thüringen il 12 luglio 2007.